# Blake Anderson
Blake Raymond Anderson (Contea di Sacramento, 2 marzo 1984) è un attore, autore televisivo e doppiatore statunitense.
È co-autore e uno dei protagonisti della serie Workaholics. Oltre ad alcune apparizioni in Traffic Light, Entourage, Dr. House, Community, Arrested Development, Parks and Recreation e The Big Bang Theory, ha prestato la sua voce nelle serie animate Penn Zero: Eroe Part-Time, I Simpson, Voltron: Legendary Defender, Uncle Grandpa ed è il doppiatore originale di Clint nel cortometraggio L'era glaciale - La grande caccia alle uova.

## Doppiatori italiani
Nelle versioni in italiano delle opere in cui ha recitato, Blake Anderson è stato doppiato da:
- Marco Bassetti in Dr. House - Medical Division
- Jacopo Calatroni in Workaholics